# إل.اي.إي
إل.أي.إي (بالإنجليزية: .L.I.E)‏ هو فيلم دراما تم إنتاجه في الولايات المتحدة وصدر في سنة 2001. الفيلم من إخراج مايكل كويستا وكتابة مايكل كويستا. من بطولة براين كوكس وبول دانو.

## القصة
تدور قصة الفيلم حول مجموعة من المراهقين من أصحاب التصرفات الخارجة عن القانون كالسرقة. وتكون محور القصة حول الطفل «هاوي» الذي توفيت والدته بحادث على طريق.L.I.E السريع، ومما فاقم الأمر سوءً على هاوي، هو إقدام والده على جلب صديقته الحميمة إلى المنزل. لذلك لم يكن لهاوي سوى صديقه غاري الذي كان رغم جنوحه الأخلاقي صديقاً وفياً لهاوي، كما كان عند غاري انجذاباً جنسياً نحو هاوي، الذي لم يكن متأكداً بعد من هويته الجنسية. بالإضافة إلى غاري يوجد صديقان آخران لهاوي أحدهما لديه علاقة محارم جنسية مع شقيقته، ويقوم الأطفال الأربعة معاً باقتحام المنازل وسرقة ما فيها.
في أحد المرات التي اقتحم فيها هاوي وغاري أحد المنازل، كان منزل «بيغ جون» خلال احتفال عيد ميلاده. تبين لاحقاً أن بيغ جون هو أحد زبائن غاري في ممارسة البغاء معه. وقد استطاعوا سرقة زوج من المسدسات من نوع توكاريف، لكن بيغ جون سمعهما وحاول إيقافهم لكنه لم يستطع، وحصل خلال الملاحقة على قطعة قماش من بنطال هاوي. استطاع بيغ جون تعقب هاوي واستدراجه إلى منزلة بحجة معرفته السابقة بأمه، لكنه يفصح له عن السرقة ويطالبه بدفع ألف دولار ثمناً للسلاح، وخلال جلوسهما يعرض عليه دفع المبلغ من خلال ممارسة الجنس معه، ولكن هاوي غادر مسرعاً، في حين قام بالاستمناء عند وصوله إلى سريره، بسبب الملاطفة والملامسة التي قام بها بيغ جون.
غاري قام بسرقة أموال والد هاوي وهرب مسرعاً نحو لوس أنجلوس. بينما هاوي وحيداً يستغل جون الوضع ويصبح بمثابة الأب له، لكن من دون ممارسة الجنس، لكنهما يتحدثان عن الجنس باستمرار. ومع اعتقال والد هاوي من قبل الإف بي أي، عاش هاوي في منزل بيغ جون، مما أدى لتهجير الصديق الحميم لبيغ جون (19 سنة)، وبأول ليلة لهما بالمنزل يكتفي هاوي بارتداء السروال الداخلي فقط استعداداً لممارسة الجنس، لكن بيغ جون أخبره ان والده تركه وعليه زيارته في السجن، مما أدى لانهيار هاوي وبكائه الشديد بين أحضان جون.
في صباح اليوم التالي يأخد جون هاوي إلى السجن لزيارة والده ويودعان بعضهما، ويعود جون لمنطقة يتلاقى فيها بائعي الهوى. وعند توقف بيغ جون في المكان قام صديقه الحميم السابق باطلاق النار عليه ليرديه قتيلاً.

## الميزانية والإيرادات
بلغت تكلفة إنتاج الفيلم حوالي 700,000 دولار بينما حقق إيرادات تقدر بـ 1,667,192 دولار.

## وصلات خارجية
- إل.اي.إي على موقع IMDb (الإنجليزية)
- إل.اي.إي على موقع ميتاكريتيك (الإنجليزية)
- إل.اي.إي على موقع روتن توميتوز (الإنجليزية)
- إل.اي.إي على موقع نتفليكس (الإنجليزية)
- إل.اي.إي على موقع ألو سيني (الفرنسية)
- إل.اي.إي على موقع Turner Classic Movies (الإنجليزية)
- إل.اي.إي على موقع أول موفي (الإنجليزية)
- إل.اي.إي على موقع بوكس أوفيس موجو (الإنجليزية)
- إل.اي.إي على موقع فيلمافينيتي (الإسبانية)
- إل.اي.إي على موقع قاعدة بيانات الفيلم (الإنجليزية)